# 뉴햄프셔 농업박물관

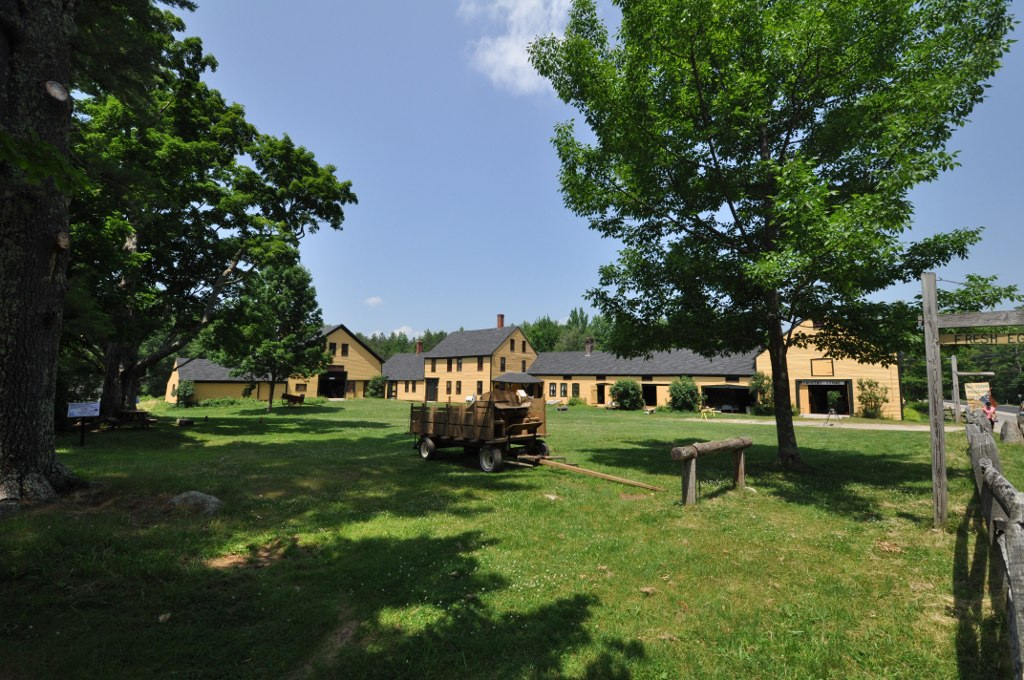

뉴햄프셔 농업박물관(New Hampshire Farm Museum)은 미국 뉴햄프셔주 밀턴에 있는 농업박물관이다. 약 300년 전부터의 뉴햄프셔 지역 농가의 모습이 보존되어 있다. 내부에 길이 104피트(약 32미터)의 커다란 3층 헛간이 있으며, 이 안에는 농기구, 농기계, 썰매, 짐마차 등이 수집되어 있다. 또한 가축들, 산책로, 기념품 가게 등이 있다.